# Michelle De Jongh
 (20 janvier 2023).
Michelle De Jongh, née le 19 mai 1997 à Hässleholm, est une footballeuse suédoise évoluant au poste de milieu de terrain au FC Fleury 91, prêtée par Vittsjö GIK.

## Biographie

### Carrière en club
Michelle De Jongh commence sa carrière senior en Division 2 Norra Götaland, le troisième échelon suédois, à l'âge de 14 ans avec le club de Mariestad BoIS (sv). En 2012, elle est meilleure buteuse du club avec huit réalisations et participe ainsi à la montée du club en Division 1 (en).
L'année suivante, elle rejoint le KIF Örebro, en Damallsvenskan, l'élite suédoise. Alors qu'elle signe son contrat en janvier 2013, il n'est effectif que le 1er juillet de la même année. Cependant, en juin 2013, elle se blesse au ligament croisé et stoppe ainsi prématurément sa saison. Elle finit seconde du championnat en 2014, lui permettant l'année suivante de disputer ses premiers matchs de Ligue des champions. En quatre saisons dans ce club, elle joue un total de soixante-dix matchs et marque une dizaine de buts en championnat. En 2017, le club finit dernier de la Damallsvenskan et ainsi relégué en Elitettan.
En novembre 2017, elle signe au Vittsjö GIK. Elle réalise alors trois saisons complètes, titularisée à chaque match sans exception, et marquant 19 buts.
En janvier 2021, elle est prêtée jusqu'à la fin de saison au FC Fleury 91, en France.

### Carrière internationale
Michelle De Jongh porte le maillot suédois de nombreuses fois avec les U15, U17, U19 et U23, étant à plusieurs reprises la capitaine de sa sélection. Elle est championnat d'Europe U19 en 2015 avec la Suède en Israël.
Depuis 2019, elle est appelée régulièrement avec la sélection A suédoise, sans avoir encore disputée ses premières minutes.

## Palmarès
KIF Örebro DFF
- Damallsvenskan : Finaliste en 2014

 Suède -19 ans
- Championnat d'Europe U19 en 2015

## Statistiques
| Saison                | Club                  | Championnat           | Championnat | Championnat | Coupe(s) nationale(s) | Coupe(s) nationale(s) | Compétition(s) continentale(s) | Compétition(s) continentale(s) | Compétition(s) continentale(s) | Total | Total |
| Saison                | Club                  | Division              | M.          | B.          | M.                    | B.                    | Comp.                          | M.                             | B.                             | M.    | B.    |
| 2011                  | Mariestad BoIS (sv)   | Division 2 (en)       |             |             | 2                     | 0                     | -                              | -                              | -                              | 2     | 0     |
| 2012                  | Mariestad BoIS (sv)   | Division 2 (en)       |             |             | 2                     | 4                     | -                              | -                              | -                              | 2     | 4     |
| Sous-total            | Sous-total            | Sous-total            | 21          | 10          | 4                     | 4                     | -                              | -                              | -                              | 25    | 14    |
| 2013                  | KIF Örebro DFF        | Damallsvenskan        | 0           | 0           | 1                     | 0                     | -                              | -                              | -                              | 1     | 0     |
| 2014                  | KIF Örebro DFF        | Damallsvenskan        | 8           | 0           | 2                     | 0                     | -                              | -                              | -                              | 10    | 0     |
| 2015                  | KIF Örebro DFF        | Damallsvenskan        | 20          | 4           | 3                     | 1                     | -                              | -                              | -                              | 23    | 5     |
| 2016                  | KIF Örebro DFF        | Damallsvenskan        | 20          | 3           | 3                     | 2                     | C1                             | 4                              | 0                              | 27    | 5     |
| 2017                  | KIF Örebro DFF        | Damallsvenskan        | 22          | 2           | 1                     | 0                     | -                              | -                              | -                              | 23    | 2     |
| Sous-total            | Sous-total            | Sous-total            | 70          | 9           | 10                    | 3                     | -                              | 4                              | 0                              | 84    | 12    |
| 2018                  | Vittsjö GIK           | Damallsvenskan        | 22          | 8           | 3                     | 0                     | -                              | -                              | -                              | 25    | 8     |
| 2019                  | Vittsjö GIK           | Damallsvenskan        | 22          | 9           | 2                     | 0                     | -                              | -                              | -                              | 24    | 9     |
| 2020                  | Vittsjö GIK           | Damallsvenskan        | 22          | 2           | 1                     | 0                     | -                              | -                              | -                              | 23    | 2     |
| Sous-total            | Sous-total            | Sous-total            | 66          | 19          | 6                     | 0                     | -                              | -                              | -                              | 72    | 19    |
| 2020-2021             | FC Fleury 91          | Division 1            | 1           | 0           | 1                     | 0                     | -                              | -                              | -                              | 2     | 0     |
| Sous-total            | Sous-total            | Sous-total            | 1           | 0           | 1                     | 0                     | -                              | -                              | -                              | 2     | 0     |
| Total sur la carrière | Total sur la carrière | Total sur la carrière | 137         | 28          | 17                    | 3                     | -                              | 4                              | 0                              | 158   | 31    |